# Nazionale maschile di hockey su ghiaccio dell'Italia

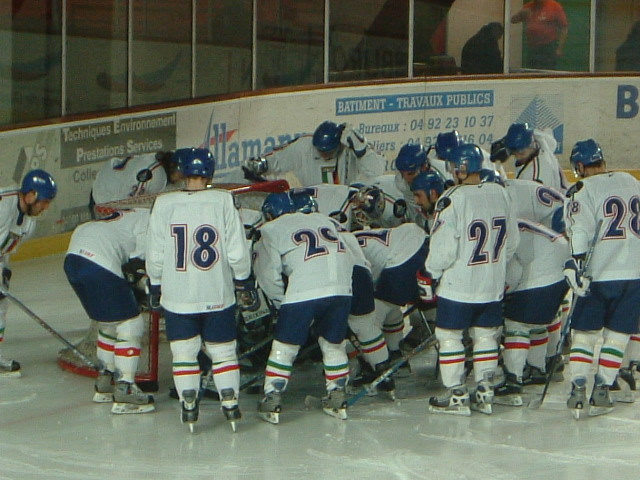
La Nazionale italiana durante un incontro dell'Euro Ice Hockey Challenge nel 2003

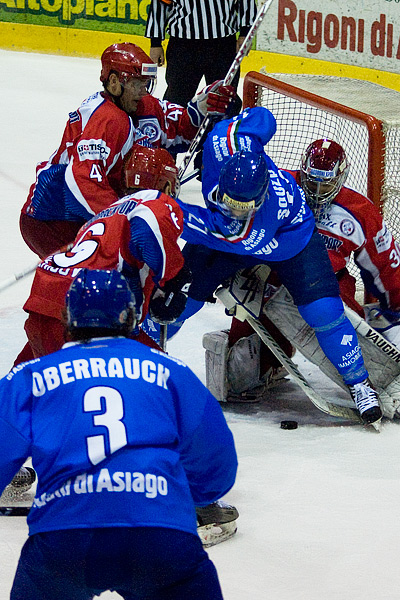
Amichevole Italia-Russia giocata all'Hodegart di Asiago il 23/04/2010

La nazionale di hockey su ghiaccio dell'Italia è controllata dalla Federazione Italiana Sport del Ghiaccio (FISG).

## Nazionale maschile maggiore
La nazionale maggiore o Gli Azzurri è la squadra che rappresenta l'Italia nelle competizioni ufficiali e nelle amichevoli dell'hockey su ghiaccio. È al 20º posto del ranking IIHF (2024).
Da luglio 2024 il commissario tecnico è il finlandese Jukka Jalonen, subentrato al canadese Mike Keenan.

### Storia

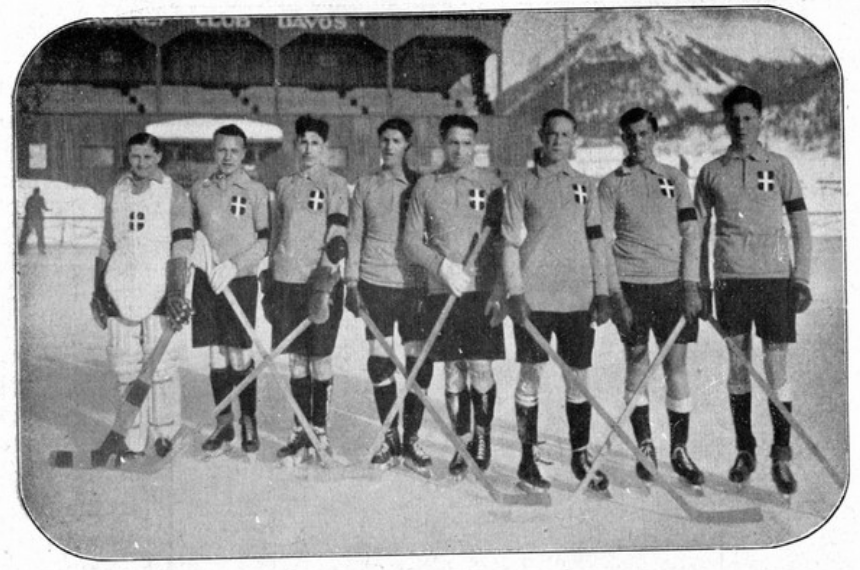
La nazionale italiana al campionato europeo del 1926.

Il primo incontro per gli azzurri è un'amichevole contro la Svezia a Milano il 14 marzo 1924. Fu una sconfitta per 1-7, ma il movimento dell'hockey su ghiaccio italiano stava muovendo i suoi primi passi (il primo campionato italiano verrà disputato solo nel marzo del 1925). Il giorno successivo cominciò, sempre a Milano, il campionato europeo di hockey su ghiaccio: altre due sconfitte, per 12-0 contro la Francia, per 4-0 contro il Belgio.
La nazionale ricomparve ai successivi europei, nel 1926 a Davos. E fu l'occasione per il primo risultato utile: un pareggio (2-2) contro la Spagna.
Per la prima vittoria bisognerà attendere il 1929, ancora una volta agli europei: il 28 gennaio la nazionale sconfisse a Budapest per 2-1 i padroni di casa dell'Ungheria dopo i tempi supplementari.
La prima partecipazione ai mondiali risale al 1930 (subito eliminati dall'Ungheria), la prima partecipazione olimpica al 1936, ai giochi di Garmisch-Partenkirchen (nono posto finale).

### Risultati

#### Campionati europei
| Edizione | Sede                           | Piazzamento |        |
| -------- | ------------------------------ | ----------- | ------ |
| 1910     | Montreux                       | n/d         |        |
| 1911     | Berlino                        | n/d         |        |
| 1912     | Praga                          | n/d         |        |
| 1913     | Monaco di Baviera              | n/d         |        |
| 1914     | Berlino                        | n/d         |        |
| 1921     | Stoccolma                      | n/d         |        |
| 1922     | Sankt Moritz                   | n/d         |        |
| 1923     | Anversa                        | n/d         |        |
| 1924     | Milano                         | 5º posto    | roster |
| 1925     | Štrbské Pleso e Starý Smokovec | n/d         |        |
| 1925     | Davos                          | 8º posto    | roster |
| 1927     | Vienna                         | n/d         |        |
| 1929     | Budapest                       | 4º posto    | roster |
| 1932     | Berlino                        | n/d         |        |

#### Campionati del mondo
| Edizione | Sede                                         | Piazzamento                                               |        |
| -------- | -------------------------------------------- | --------------------------------------------------------- | ------ |
| 1920     |                                              | n/d                                                       |        |
| 1924     |                                              | n/d                                                       |        |
| 1928     |                                              | n/d                                                       |        |
| 1930     | Chamonix Vienna Berlino                      | 10º posto                                                 | roster |
| 1931     |                                              | n/d                                                       |        |
| 1932     |                                              | n/d                                                       |        |
| 1933     | Praga                                        | 11º posto                                                 | roster |
| 1934     | Milano                                       | 9º posto                                                  | roster |
| 1935     | Davos                                        | 8º posto                                                  | roster |
| 1936     | Garmisch-Partenkirchen (Olimpiadi invernali) | 9º posto                                                  | roster |
| 1937     |                                              | n/d                                                       |        |
| 1938     |                                              | n/d                                                       |        |
| 1939     | Basilea e Zurigo                             | 9º posto                                                  | roster |
| 1947     |                                              | n/d                                                       |        |
| 1948     | Sankt Moritz (Olimpiadi invernali)           | 8º posto                                                  | roster |
| 1949     |                                              | n/d                                                       |        |
| 1950     |                                              | n/d                                                       |        |
| 1951     | Parigi                                       | 8º posto (1º posto nel Criterium d'Europa)                | roster |
| 1952     | Liegi                                        | 12º posto (3º posto nel Gruppo B)                         | roster |
| 1953     | Zurigo e Basilea                             | 4º posto (1º posto nel Gruppo B)                          | roster |
| 1954     |                                              | n/d                                                       |        |
| 1955     | Colonia, Düsseldorf, Krefeld e Dortmund      | 10º posto (1º posto nel Gruppo B)                         | roster |
| 1956     | Cortina d'Ampezzo (Olimpiadi invernali)      | 7º posto                                                  | roster |
| 1957     |                                              | n/d                                                       |        |
| 1958     |                                              | n/d                                                       |        |
| 1959     | Cecoslovacchia                               | 10º posto                                                 | roster |
| 1960     |                                              | n/d                                                       |        |
| 1961     | Ginevra e Losanna                            | 12º posto (4º posto nel Gruppo B)                         | roster |
| 1962     |                                              | n/d                                                       |        |
| 1963     |                                              | n/d                                                       |        |
| 1964     | Innsbruck (Olimpiadi invernali)              | 15º posto                                                 | roster |
| 1965     |                                              | n/d                                                       |        |
| 1966     | Jesenice                                     | 17º posto (1º posto nel Gruppo C)                         | roster |
| 1967     | Vienna                                       | 13º posto (5º posto nel Gruppo B)                         | roster |
| 1968     |                                              | n/d                                                       |        |
| 1969     | Lubiana                                      | 14º posto (8º posto nel Gruppo B)                         | roster |
| 1970     | Galați                                       | 16º posto (2º posto nel Gruppo C)                         | roster |
| 1971     | Ginevra, Berna, Lyss e La Chaux-de-Fonds     | 14º posto (8º posto nel Gruppo B)                         | roster |
| 1972     | Miercurea Ciuc                               | 15º posto (2º posto nel Gruppo C)                         | roster |
| 1973     | Graz                                         | 14º posto (8º posto nel Gruppo B)                         | roster |
| 1974     | Grenoble, Lione e Gap                        | 16º posto (2º posto nel Gruppo C)                         | roster |
| 1975     | Sapporo                                      | 13º posto (7º posto nel Gruppo B)                         | roster |
| 1976     | Aarau e Bienne                               | 15º posto (7º posto nel Gruppo B)                         | roster |
| 1977     | Copenaghen                                   | 18º posto (1º posto nel Gruppo C)                         | roster |
| 1978     | Belgrado                                     | 15º posto (7º posto nel Gruppo B)                         | roster |
| 1979     | Barcellona                                   | 20º posto (2º posto nel Gruppo C)                         | roster |
| 1981     | Val Gardena                                  | 9º posto (1º posto nel Gruppo B)                          | roster |
| 1982     | Helsinki e Tampere                           | 7º posto                                                  | roster |
| 1983     | Dortmund, Düsseldorf e Monaco di Baviera     | 8º posto                                                  | roster |
| 1985     | Friburgo                                     | 11º posto (3º posto nel Gruppo B)                         | roster |
| 1986     | Eindhoven                                    | 10º posto (2º posto nel Gruppo B)                         | roster |
| 1987     | Canazei                                      | 14º posto (6º posto nel Gruppo B)                         | roster |
| 1989     | Oslo e Lillehammer                           | 10º posto (2º posto nel Gruppo B)                         | roster |
| 1990     | Lione e Megève                               | 10º posto (2º posto nel Gruppo B)                         | roster |
| 1991     | Lubiana, Bled e Jesenice                     | 9º posto (1º posto nel Gruppo B)                          | roster |
| 1992     | Praga e Bratislava                           | 12º posto                                                 | roster |
| 1993     | Monaco di Baviera e Dortmund                 | 8º posto                                                  | roster |
| 1994     | Bolzano, Canazei e Milano                    | 6º posto                                                  | roster |
| 1995     | Stoccolma e Gävle                            | 7º posto                                                  | roster |
| 1996     | Vienna                                       | 7º posto                                                  | roster |
| 1997     | Helsinki, Tampere e Turku                    | 8º posto                                                  | roster |
| 1998     | Zurigo e Basilea                             | 10º posto                                                 | roster |
| 1999     | Oslo, Hamar e Lillehammer                    | 13º posto                                                 | roster |
| 2000     | San Pietroburgo                              | 9º posto                                                  | roster |
| 2001     | Colonia, Norimberga e Hannover               | 12º posto                                                 | roster |
| 2002     | Göteborg, Jönköping e Karlstad               | 15º posto                                                 | roster |
| 2003     | Zagabria                                     | 23º posto (4º posto nella I divisione - Gruppo B)         | roster |
| 2004     | Danzica                                      | 19º posto (2º posto nella I divisione - Gruppo B)         | roster |
| 2005     | Eindhoven                                    | 18º posto (1º posto nella I divisione - Gruppo B)         | roster |
| 2006     | Riga                                         | 14º posto                                                 | roster |
| 2007     | Mosca e Mytišči                              | 12º posto                                                 | roster |
| 2008     | Québec e Halifax                             | 16º posto                                                 | roster |
| 2009     | Toruń                                        | 18º posto (1º posto nella I divisione - Gruppo B)         | roster |
| 2010     | Colonia, Mannheim e Gelsenkirchen            | 15º posto                                                 | roster |
| 2011     | Budapest                                     | 18º posto (1º posto nella I divisione - Gruppo A)         | roster |
| 2012     | Helsinki e Stoccolma                         | 15º posto                                                 | roster |
| 2013     | Budapest                                     | 18º posto (2º posto nella I divisione - Gruppo A)         | roster |
| 2014     | Minsk                                        | 15º posto                                                 | roster |
| 2015     | Cracovia                                     | 21º posto (5º posto nella I divisione - Gruppo A)         | roster |
| 2016     | Katowice                                     | 18º posto (2º posto nella I divisione - Gruppo A)         | roster |
| 2017     | Colonia e Parigi                             | 16º posto                                                 | roster |
| 2018     | Budapest                                     | 18º posto (2º posto nella I divisione - Gruppo A)         | roster |
| 2019     | Bratislava e Košice                          | 14º posto                                                 | roster |
| 2020     |                                              | Competizioni annullate a causa della pandemia di COVID-19 |        |
| 2021     | Riga                                         | 16º posto                                                 | roster |

#### Olimpiadi
| Edizione | Sede                   | Piazzamento |        |
| -------- | ---------------------- | ----------- | ------ |
| 1920     | Anversa                | n/d         |        |
| 1924     | Chamonix               | n/d         |        |
| 1928     | Sankt Moritz           | n/d         |        |
| 1932     | Lake Placid            | n/d         |        |
| 1936     | Garmisch-Partenkirchen | 9º posto    | roster |
| 1948     | Sankt Moritz           | 8º posto    | roster |
| 1952     | Oslo                   | n/d         |        |
| 1956     | Cortina d'Ampezzo      | 7º posto    | roster |
| 1960     | Squaw Valley           | n/d         |        |
| 1964     | Innsbruck              | 15º posto   | roster |
| 1968     | Grenoble               | n/d         |        |
| 1972     | Sapporo                | n/d         |        |
| 1976     | Innsbruck              | n/d         |        |
| 1980     | Lake Placid            | n/d         |        |
| 1984     | Sarajevo               | 9º posto    | roster |
| 1988     | Calgary                | n/d         |        |
| 1992     | Albertville            | 12º posto   | roster |
| 1994     | Lillehammer            | 9º posto    | roster |
| 1998     | Nagano                 | 12º posto   | roster |
| 2002     | Salt Lake City         | n/d         |        |
| 2006     | Torino                 | 11º posto   | roster |
| 2010     | Vancouver              | n/d         |        |
| 2014     | Soči                   | n/d         |        |
| 2018     | Pyeongchang            | n/d         |        |

### Palmarès
Ai campionati europei il miglior risultato è stato il 4º posto del 1929.
Alle olimpiadi la nazionale italiana non è mai andata oltre il 7º posto delle olimpiadi di Cortina d'Ampezzo 1956.
Anche per quanto riguarda i mondiali il miglior risultato è stato ottenuto in casa: il 6º posto dei mondiali 1994. Questo risultato tuttavia si riferisce ai soli mondiali di gruppo A: nel 1953 il Blue Team vinse il mondiale di gruppo B e - poiché al mondiale di gruppo A parteciparono solo tre compagini - l'Italia si classificò al quarto posto complessivo.
Tuttavia l'Italia vanta un buon numero di successi nei tornei inferiori al gruppo A:
- 5 vittorie ai mondiali di gruppo B: 1951 (Criterium d'Europa), 1953, 1955, 1981 (giocati in casa) e 1991
- 3 vittorie ai mondiali di I divisione: 2005 (gruppo B), 2009 (gruppo B), 2011 (gruppo A)
- 2 vittorie ai mondiali di gruppo C: 1966 e 1977

Cinque sono le vittorie nei tornei dell'Euro Ice Hockey Challenge (febbraio 2004, dicembre 2005, febbraio 2007, febbraio 2010 e novembre 2011).
L'Italia ha infine vinto un'edizione del Trofeo Thayer Tutt (1988).